# Mirabilis (przedsiębiorstwo)
Mirabilis – izraelska firma, założona w 1996 przez czterech izraelskich studentów – Arika Wardiego, Ja’ira Goldfingera, Sefiego Wigisera i Amnona Amira, która opracowała pierwszy komunikator internetowy na rynku – ICQ.
W 1998 przedsiębiorstwo za 287 mln USD zakupiła amerykańska firma America Online, właściciel innego popularnego komunikatora (AIM), która w 2010 odsprzedała ją rosyjskiemu funduszowi inwestycyjnemu Digital Sky Technologies (przekształconemu później w Mail.ru Group).